# Ludvíkovice
Ludvíkovice (deutsch Loosdorf, auch Losdorf) ist eine Gemeinde in Tschechien. Sie liegt vier Kilometer nordöstlich des Stadtzentrums von Děčín an dessen Stadtgrenze und gehört zum Okres Děčín.

## Geographie

### Geographische Lage
Ludvíkovice erstreckt sich im Süden der Böhmischen Schweiz auf einer Hochfläche am Oberlauf des Baches Loubský potok (Laubenbach). Nördlich erhebt sich der Kamenský vrch (Hainhübel, 432 m), im Osten der Popovičský vrch (Poppenberg, 527 m), südöstlich der Sokolí vrch (Falkenberg, 516 m), im Süden der Pustý vrch (Schichenberg, 499 m), südwestlich der Stoličná hora (Quaderberg, 289 m) sowie im Westen der ins Elbtal abfallende Růžový hřeben (Rosenkamm) mit dem Spálenisko (391 m) und der Růžová vyhlidka (Rosenkammaussicht, 432 m). Im Süden wird das Dorf von der Fernverkehrsstraße I/13 durchquert.

### Gemeindegliederung
Für die Gemeinde Ludvíkovice sind keine Ortsteile ausgewiesen.

### Nachbargemeinden
Nachbarorte sind Kámen im Norden, Nová Oleška und Stará Oleška im Nordosten, Huntířov und Františkův Vrch im Osten, Dobrná im Südosten, Folknáře und Libverda im Süden, Děčín-Nové Město im Südwesten, Loubí und Prostřední Žleb im Westen sowie Podskalí im Nordwesten.

## Geschichte
Das nach seinem Lokator benannte Waldhufendorf entstand wahrscheinlich in der Mitte des 13. Jahrhunderts im Zuge der Besiedlung der Herrschaft Scharfenstein durch deutsche Kolonisten. Um 1409 verkauften Herren von Michalovice die Herrschaft an Hynko Berka von Dubá. Sein Sohn Hynko II. verkaufte den Besitz an die Herren von Wartenberg. Erstmals schriftlich erwähnt wurde Ludwici villa im Jahre 1425. Der Ort war Sitz eines Erbrichters. Zwischen 1511 und 1515 war Nikolaus Trčka von Lípa Besitzer der Herrschaft. Nachfolgende Besitzer wurden die Brüder von Salhausen. Im Urbar von 1620 sind für Loosdorf 20 Bauern und sieben Häusler verzeichnet. 1770 entstand im Dorf eine Kapelle. 1816 wurde am südlichen Ortsrand die Kaiserstraße von Tetschen nach Kamnitz gebaut. 1833 hatte Loosdorf 533 Einwohner.
Nach der Aufhebung der Patrimonialherrschaften bildete Loosdorf ab 1850 mit den Ortsteilen Heidenstein und Falkendorf sowie dem Gut Gomplitz eine politische Gemeinde in der Bezirkshauptmannschaft Tetschen/Děčín. 1869 bestand das Dorf aus 114 Häusern und hatte 1177 Einwohner. 1890 lebten in Loosdorf 1310 Menschen. Zu dieser Zeit wurde Gomplitz nach Tetschen umgemeindet. Die Gemeinde Loosdorf hatte im Jahre 1930 1756 Einwohner. Nach dem Münchner Abkommen wurde Loosdorf 1938 dem Deutschen Reich zugeschlagen und gehörte bis 1945 zum Landkreis Tetschen, ab 1943 Tetschen-Bodenbach. 1939 lebten in der Gemeinde 1735 Menschen. Nach dem Ende des Zweiten Weltkrieges kam Loosdorf zur Tschechoslowakei zurück. Die deutschen Bewohner wurden bis 1946 vertrieben und der Ort erhielt den Namen Ludvíkovice. 1949 entstand die Gemeinde Folknáře (Falkendorf). Im Jahre 1980 erfolgte die Eingemeindung von Ludvíkovice mit Kámen nach Děčín, wo die Orte bis zum Beginn des Jahres 1992 die Stadtteile Děčín XXIX-Ludvíkovice und Děčín XXX-Kámen bildeten und danach jeweils eigenständige Gemeinden wurden.

## Kultur und Sehenswürdigkeiten

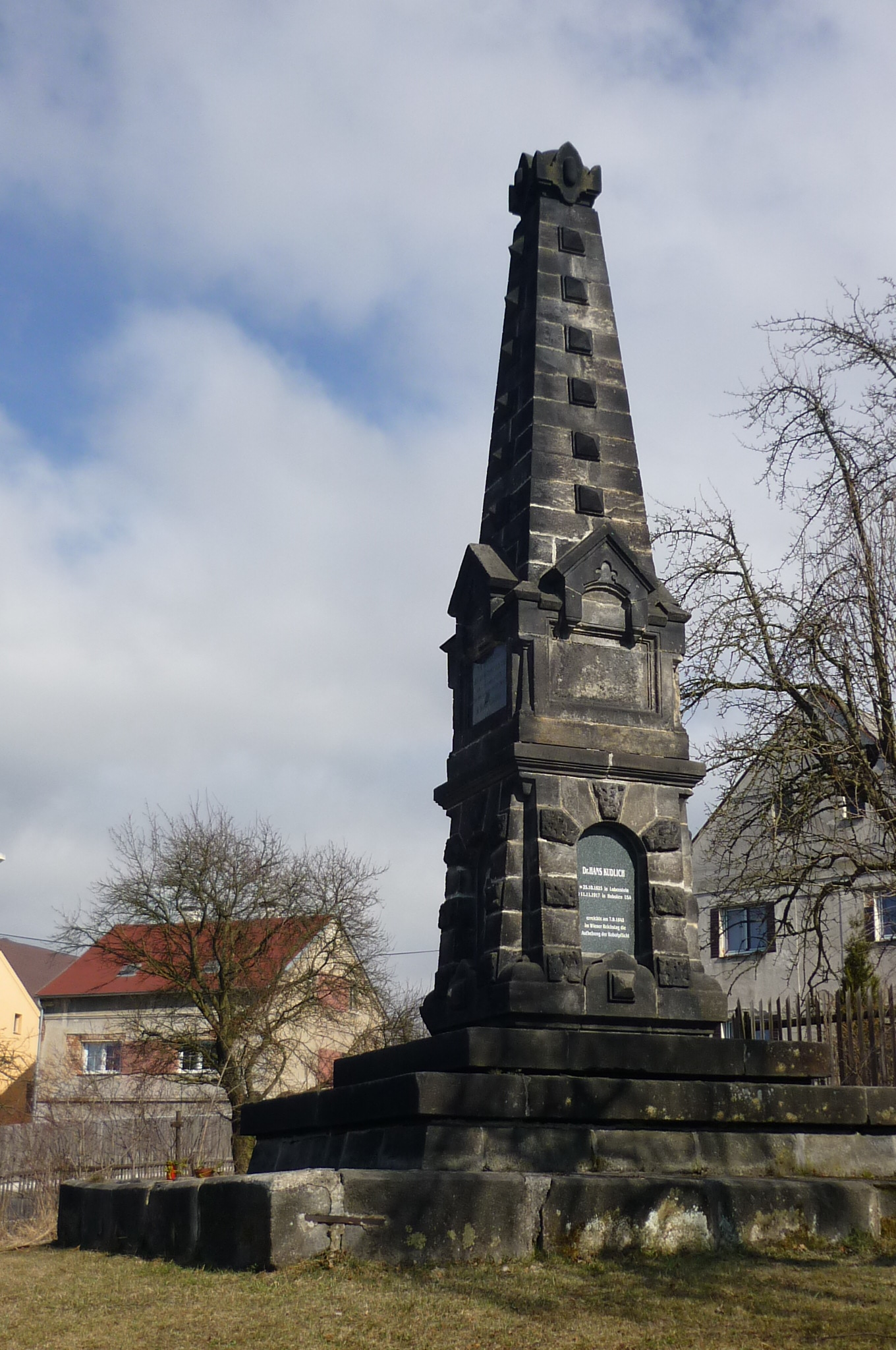
Kudlichdenkmal in Ludvíkovice

- Denkmal für Hans Kudlich, errichtet 1893 auf Initiative des Loosdorfer Landtagsabgeordneten Laurenz Parsche
- Bildstock, errichtet 1824
- Berg Stoličná hora mit Kaiseraussicht
- Berg Sokolí vrch mit Aussichtsturm
- Zwergenhöhlen am Pustý vrch
- Laubengrund
- Růžový hřeben
- Slunečná brána (Sonnentor), Felstor am Fuße des Kamenský vrch, nördlich des Dorfes

## In Ludvíkovice geborene Persönlichkeiten
- Helmut Stingl (1928–2000), Architekt und Stadtplaner in der DDR